# Cultura del Wessex
La cultura del Wessex è la principale cultura preistorica del centro e del sud della Gran Bretagna durante la prima età del Bronzo, fu originariamente definita dall'archeologo inglese Stuart Piggott nel 1938.
La cultura è legata sia alla cultura di Hilversum del sud dei Paesi Bassi, del Belgio e della Francia settentrionale, che alla cultura armoricana dei tumuli. Viene comunemente suddivisa in due fasi: Wessex I (2000-1650 a.C.) e Wessex II (1650-1400 a.C.). Wessex I è strettamente associata con la fase finale della costruzione e dell'utilizzo di Stonehenge.
Le genti di Wessex seppellivano i loro morti sotto i tumuli, prima inumandoli e poi, con il passare dei secoli cremandoli, spesso accompagnando i resti con ricchi corredi funerari. Sembra che abbiano avuto importanti rapporti commerciali con l'Europa continentale, importando ambra dal Baltico, gioielli dalla Germania, oro dalla Bretagna così come pugnali e perline dalla Grecia micenea. La ricchezza derivata da tale commercio permise alle genti di Wessex di costruire parte di Stonehenge e indica anche un'avanzata organizzazione sociale.